# Плавання на літніх Олімпійських іграх 2012 — естафета 4x100 метрів комплексом (чоловіки)
Змагання з плавання в естафеті 4x100 метрів комплексом серед чоловіків на Олімпіаді 2012 року пройшли 3–4 серпня в Центрі водних видів спорту в Лондоні.

## Рекорди
Станом на 3 серпня 2012 світовий і олімпійський рекорди були такими:
| Світовий рекорд     | США (USA) Аарон Пірсол (52.19) Ерік Шанто (58.57) Майкл Фелпс (49.72) Дейв Волтерс (46.80)      | 3:27.28 | Рим, Італія  | 2 серпня 2009  | [ 2 ] [ 3 ] |
| Олімпійський рекорд | США (USA) Аарон Пірсол (53.16) Брендан Гансен (59.27) Майкл Фелпс (50.15) Джейсон Лезак (46.76) | 3:29.34 | Пекін, Китай | 17 серпня 2008 | [ 4 ]       |

## Результати

### Попередні запливи
| Місце | Заплив | Доріжка | Країна                | Плавці                                                                                                  | Час     | Примітки |
| ----- | ------ | ------- | --------------------- | --- | ------- | -------- |
| 1     | 2      | 4       | США (USA)             | Нік Томан (53.31) Ерік Шанто (59.69) Тайлер Макгілл (51.53) Каллен Джонс (48.12)                        | 3:32.65 | Q        |
| 2     | 1      | 1       | Велика Британія (GBR) | Лаєм Тенкок (53.98) Крейг Бенсон (59.68) Майкл Рок (51.56) Адам Браун (48.22)                           | 3:33.44 | Q        |
| 3     | 2      | 3       | Японія (JPN)          | Рьосуке Іріе (53.08) Косуке Кітадзіма (59.47) Такесі Мацуда (52.09) Такуро Фудзі (49.00)                | 3:33.64 | Q        |
| 4     | 1      | 4       | Австралія (AUS)       | Гейден Стоккел (53.89) Брентон Рікард (59.95) Метт Таргет (51.30) Томмасо Д'Орсонья (48.59)             | 3:33.73 | Q        |
| 5     | 1      | 3       | Нідерланди (NED)      | Нік Дріберген (53.98) Леннарт Стекеленбург (1:00.52) Йорі Верлінден (51.46) Себастіан Версхюрен (47.82) | 3:33.78 | Q, NR    |
| 6     | 2      | 5       | Німеччина (GER)       | Хельге Меув (53.82) Крістіан фон Лем (1:01.13) Штеффен Дайблер (51.18) Марко ді Карлі (48.15)           | 3:34.28 | Q        |
| 7     | 2      | 6       | Угорщина (HUN)        | Ласло Чех (53.78) NR Дьюрта Даніел (59.63) Бенце Пулаі (52.47) Домінік Козма (48.56)                    | 3:34.44 | Q, NR    |
| 8     | 1      | 2       | Канада (CAN)          | Чарлз Френсіс (53.91) Скотт Дікенс (1:00.60) Джо Барток (52.43) Брент Гейден (47.52)                    | 3:34.46 | Q        |
| 9     | 2      | 2       | Нова Зеландія (NZL)   | Гарет Кін (54.01) Гленн Снайдерс (59.00) Ендрю Макміллан (52.77) Carl O'Donnell (48.74)                 | 3:34.52 |          |
| 10    | 2      | 7       | Франція (FRA)         | Каміль Лакур (53.63) Жакомо Перес д'Ортона (1:00.03) Роман Сассо (52.17) Яннік Аньєль (48.77)           | 3:34.60 |          |
| 11    | 1      | 8       | Китай (CHN)           | Чен Фейї (53.70) Лі Сяянь (1:00.96) Чжоу Цзявей (51.44) Лю Чжіву (48.55)                                | 3:34.65 |          |
| 12    | 1      | 7       | Росія (RUS)           | Володимир Морозов (53.99) В'ячеслав Сінкевич (1:00.80) Микола Скворцов (51.83) Андрій Гречин (48.32)    | 3:34.94 |          |
| 13    | 2      | 8       | ПАР (RSA)             | Карл Кроус (55.23) Камерон ван дер Бург (58.96) Чад ле Клос (51.83) Лейт Шенкланд (49.21)               | 3:35.23 |          |
| 14    | 1      | 5       | Італія (ITA)          | Марко ді Тора (54.67) Фабіо Скоццолі (1:00.28) Маттео Ріволта (53.10) Лука Дотто (48.83)                | 3:36.88 |          |
| 15    | 1      | 6       | Бразилія (BRA)        | Тьяго Перейра (54.45) Феліпе Франса Сілва (1:00.77) Кайо де Алмейда (53.61) Марсело Черігіні (48.17)    | 3:37.00 |          |
| 16    | 2      | 1       | Польща (POL)          | Радослав Кавецький (54.65) Давід Шуліх (1:01.39) Павел Коженьовський (52.40) Кацпер Майхшак (49.72)     | 3:38.16 |          |

### Фінал
| Місце | Доріжка | Країна                | Плавці                                                                                                  | Час     | Відставання | Примітки |
| ----- | ------- | --------------------- | --- | ------- | ----------- | -------- |
| 1     | 4       | США (USA)             | Метт Греверс (52.58) Брендан Гансен (59.19) Майкл Фелпс (50.73) Натан Едрієн (46.85)                    | 3:29.35 |             |          |
| 2     | 3       | Японія (JPN)          | Рьосуке Іріе (52.92) Косуке Кітадзіма (58.64) Такесі Мацуда (51.20) Такуро Фудзі (48.50)                | 3:31.26 | 1.91        |          |
| 3     | 6       | Австралія (AUS)       | Гейден Стоккел (53.71) Крістіан Спренджер (59.05) Метт Таргет (51.60) Джеймс Магнуссен (47.22)          | 3:31.58 | 2.23        |          |
| 4     | 5       | Велика Британія (GBR) | Лаєм Тенкок (53.40) Майкл Джеймісон (59.27) Майкл Рок (51.74) Адам Браун (47.91)                        | 3:32.32 | 2.97        |          |
| 5     | 1       | Угорщина (HUN)        | Ласло Чех (53.40) NR Дьюрта Даніел (59.01) Бенце Пулаі (51.82) Домінік Козма (48.79)                    | 3:33.02 | 3.67        | NR       |
| 6     | 7       | Німеччина (GER)       | Хельге Меув (53.78) Крістіан фон Лем (1:00.30) Штеффен Дайблер (50.91) Маркус Дайблер (48.07)           | 3:33.06 | 3.71        |          |
| 7     | 2       | Нідерланди (NED)      | Нік Дріберген (53.79) Леннарт Стекеленбург (1:00.24) Йорі Верлінден (51.86) Себастіан Версхюрен (47.57) | 3:33.46 | 4.11        | NR       |
| 8     | 8       | Канада (CAN)          | Чарлз Френсіс (54.16) Скотт Дікенс (1:00.29) Джо Барток (52.32) Брент Гейден (47.42)                    | 3:34.19 | 4.84        |          |